# Консервативная партия Арцаха
Консервативная партия Арцаха (арм. Արցախի Պահպանողական կուսակցություն) — политическая партия, действовавшая в непризнанной Нагорно-Карабахской Республике. Основана 2 февраля 2019 года лидером партии Давидом Бабаяном.
17 апреля 2019 года в актовом зале школы № 8 города Степанакерта (Ханкенди) состоялся учредительный съезд партии, на котором председателем партии был избран Давид Бабаян. 30 апреля того же года партия получила государственную регистрацию.
Во время парламентских выборов 2020 года получила 480 голосов «за» или 0,65 %.